# 후세인 칸 나히체반스키
후세인 칸 나히체반스키(아제르바이잔어: Hüseyn xan Naxçıvanski 휘세인 한 나흐츠반스키, 러시아어: Нахичеванский, Гусейн Хан, 1863년 7월 28일 ~ 1919년 1월 31일)는 러시아의 장군이다.
그는 1863년 7월 28일 러시아 제국의 나히체반에서 태어났다. 나히체반은 현재 아제르바이잔의 영토이다. 그의 할아버지인 에흐산 캔개를리(Ehsan xan Kəngərli)는 나히체반의 마지막 지도자였다. 후세인 나히체반스키의 아버지는 캘밸리 나흐츠반스키(Kəlbəli xan Naxçıvanski)였는데, 그는 제국 육군의 소장이었으며, 에리반 한국의 왕족이었다. 에리반 한국인 1828년에 멸망했다.
1874년 나히체반스키는 페이지 캅스(Пажеский корпус)에 지원하여 1883년에 그 과정을 수료하였다. 그는 사관생도 계급을 받았으며, 제국 근위병 연대에 배치되었다. 나히체반스키는 20년간 이 부대에서 근무하였으며, 러일전쟁 이전에는 대령 계급이었다.
그는 1904년 러일전쟁 때문에 페트로프스크 항(마하치칼라)에 있는 다게스탄 제2기병연대를 만주로 데려왔다. 전쟁기간동안 그의 연대는 유명해졌으며, 훈장을 7번이나 수여받았다. 그는 1907년 1월 27일에 소장 승진과 함께 성 게오르그 훈장을 수여받았으며, 그의 기병연대는 성공적으로 보병 연대에 편입되었다. 그는 이외에도 성 게오르그의 검을 수여받기도 하였다.
나히체반스키는 1905년부터 1906년까지 니제고로드스키 제44 용기병 연대를 이끌었으며, he was made Fliegel-Adjutant and appointed the commander of Leib Guard cavalry regiment, where he started his military career. 1907년에 그는 스비타(Его Императорского Величества, Е.И.В. Свита; His Imperial Majesty's Suite)로 들어갔다. 1912년에 그는 기병 제1여단장으로 임명되었으며, 1914년에 중장으로 승진함과 동시에 기병 제2사단을 이끌고 제1차 세계대전에 참전하였다. 1914년 8월, 그는 러시아 제1군의 측면에서 기병대를 이끌었다. 10월 19일에 그는 제2 기병군단장에 임명되었고, 10월 22일에 성 게오르그 훈장을 또 한 번 수여받았다.

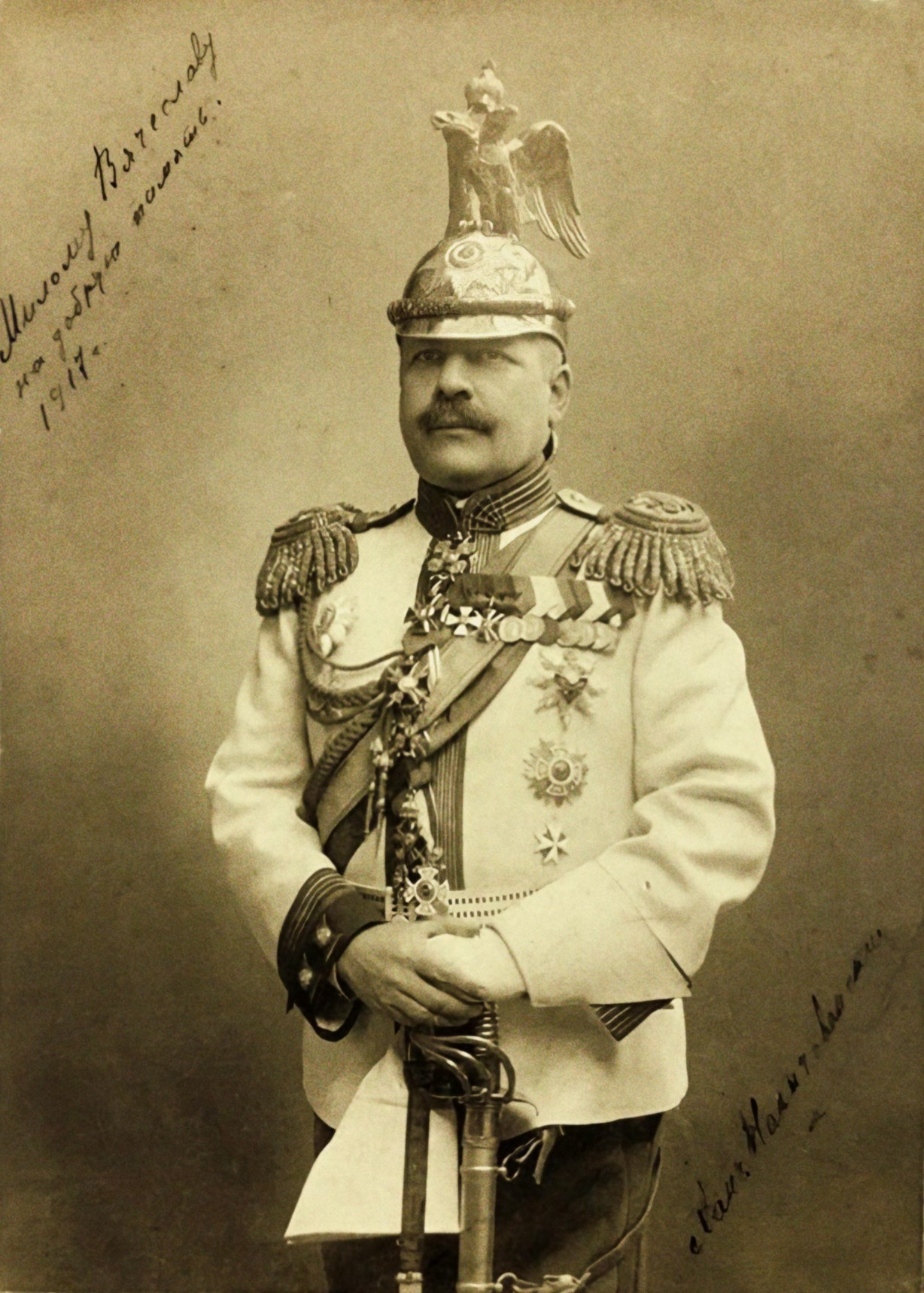
후세인 칸 나히체반스키

1915년 6월, 그는 General-Adjutant계급을 수여받음과 동시에 이슬람 교도로서는 최초로 러시아의 황제 부관에 임명되었다. 1915년 11월 25일, 그는 코카서스 군의 사령관으로 임명되었다. 1916년 1월 23일에는 기병대장으로 승진하였다. 그는 1916년 4월 9일 부르실로프 공세 때는 기병군단을 지휘했다.
1917년 2월 혁명 때 그는 페트로그라드 (지금은 상트페테르부르크)에 머물러 있었는데, 황제이자 군총사령관인 니콜라이 2세에게 상황이 안 좋다고 전보를 보냈으나, 황제는 받지 않았다. 그러나 황제는 결국 혁명을 이기지 못하고 폐위되었다.
나히체반스키는 러시아 임시 정부 시절 케렌스키 정부에 협력하지 않았다. 결국 케렌스키의 미움을 사서 기병대장으로 예편하게 되었다. 당시 케렌스키가 니콜라이 2세에 이어 군총사령관이 되었기 때문이다. 이후 그는 가족과 함께 페트로그라드에서 살았다. 1918년에 아제르바이잔이 아제르바이잔 민주 공화국의 이름으로 독립하였음에도 불구하고 정작 고향으로 돌아오지 않았다. 왜냐하면 그는 왕당파였기 때문이다.
그는 1919년 1월, 페트로그라드에서 볼셰비키들에 의하여 암살되었다.